# Lindera spicata
Lindera spicata är en lagerväxtart som beskrevs av Kostermans. Lindera spicata ingår i släktet Lindera och familjen lagerväxter. Inga underarter finns listade i Catalogue of Life.